# Iván Córdoba
Iván Ramiro Córdoba Sepúlveda (Rionegro, 11 de agosto de 1976) é um ex-futebolista colombiano que atuava como zagueiro. Atualmente é diretor esportivo do Venezia.
Jogou 13 temporadas e se aposentou do futebol na Internazionale, clube onde é ídolo. Era conhecido por ser um zagueiro muito veloz, embora não muito técnico, e baixo. Tinha um excelente preparo físico que lhe permitia se sobressair sobre jogadores muito mais altos do que ele. É considerado um dos maiores futebolistas da história do futebol colombiano.

## Carreira

### Início
Córdoba fez sua estreia no Deportivo Rionegro, time colombiano da Série B, em 1993. Suas atuações subsequentes valeram-lhe a transferência para o Atlético Nacional, um dos pesos pesados colombiano, em 1996, fazendo sua estreia pelo clube em 14 de março deste ano.

### San Lorenzo
Em 1998, foi vendido ao San Lorenzo por 1,8 milhões de dólares. Ficou somente ano, mas o suficiente para se destacar e despertar o interesse da Internazionale, se transferindo na janela de transferência do inverno, em janeiro de 2000, custando ao clube 16 milhões de euros, onde chegou a negar uma oferta do Real Madrid para ir para a Inter.

### Internazionale
Tornou-se um dos pilares da defesa da Internazionale por vários anos, formando uma parceria altamente eficaz na zaga com Marco Materazzi.
Sua longa carreira no Inter o levou a ser nomeado vice-capitão do clube, atrás de Javier Zanetti; por isso, teve a honra de erguer a Copa da Itália em 2005, quando Zanetti estava ausente por conta de sua participação na Copa das Confederações com a Argentina.
Em 19 de fevereiro de 2008, Córdoba lesionou o ligamento cruzado anterior esquerdo durante a partida das oitavas de final da Liga dos Campeões contra o Liverpool, o que resultou em ficar de fora o resto da temporada, já que o Inter conquistou o título da liga pelo terceiro ano consecutivo. Em 9 de junho de 2008 renovou o seu contrato até 30 de junho de 2012 com o Inter, garantindo que terminaria efetivamente a sua carreira no Inter.
Em 5 de maio de 2012, Córdoba anunciou que deixaria o Inter no final da temporada.  Ainda em maio, viajou com outros 18 jogadores do Inter para a Indonésia em uma turnê amistosa, antes de encerrar sua carreira.
Realizou seu último como jogador no Derby della Madonnina pela penúltima rodada do Campeonato Italiano, no dia 6 de maio de 2012. Na ocasião, a Inter venceu o jogo por 4 a 2, com hat-trick de Diego Milito e um gol de Maicon. Seu ex-companheiro Zlatan Ibrahimović fez os dois do Milan. Córdoba foi homenageado com placas e honrarias do clube, além de os terem usado o número 2 de sua camisa no aquecimento da partida. Foi saudado pelos jogadores e o então técnico da Inter, Andrea Stramaccioni. Em 13 anos no clube, Córdoba atuou em 455 jogos e marcou 19 gols, e ganhou 15 títulos pela Inter: cinco da Serie A, quatro da Coppa Itália, quatro Supercopa Italiana, uma Liga dos Campeões da UEFA e uma Copa do Mundo de Clubes da FIFA.

## Carreira como diretor esportivo

### Internazionale
Anunciou no dia 8 de março de 2021, anunciou que assumiria o cargo diretor esportivo da Internazionale, cargo que deixou dia 25 de setembro, após 2 anos.

### Venezia
Após um tempo, foi anunciado pelo Venezia FC em 10 de fevereiro de 2021, como novo sócio e diretor geral esportivo, assumindo o cargo de imediato.

## Seleção Colombiana
Córdoba fez parte da Seleção Colombiana entre os anos de 1997 e 2009. Foi o fundador do projeto social " Colombia te quiere ver ", trabalho que o fez ser nomeado como " amigo do Fundo das Nações Unidas para a Infância e Adolescência (UNICEF) ", em novembro de 2004, coordenando iniciativas como leilões beneficentes de camisas de jogadores famosos.
Fez parte da maior glória da seleção Colombiana, ao erguer a taça como capitão da conquista da Copa América de 2001, além de ter marcado o gol do título.
Ao todo, fez 73 jogos pela seleção e marcou cinco gols. Aposentou-se da seleção em 2007 por problemas internos, mas retornou em 2009 numa vitória da Colômbia sobre o Equador por 2 a 0. Depois, aposentou-se de vez da seleção.

## Títulos
Internazionale
- Copa da Itália: 2004–05, 2005–06, 2009–10 e 2010–11
- Supercopa da Itália: 2005, 2006, 2008, 2010
- Serie A: 2005–06, 2006–07, 2007–08, 2008–09 e 2009–10
- Liga dos Campeões da UEFA: 2009–10
- Copa do Mundo de Clubes da FIFA: 2010

Seleção Colombiana
- Copa América: 2001